# Rosa Maria Quitllet i Magriñà
Rosa Maria Quitllet i Magriñà (Cornellà de Llobregat, 1964) és una periodista i docent universitària catalana. La seva trajectòria ha estat especialment rellevant pel seu pas al capdavant dels serveis informatius de Radiotelevisió Espanyola (RTVE).
Es llicencià en Ciències de la Informació a la Universitat Autònoma de Barcelona i feu els seus primers passos com a locutora a Ràdio Cornellà poc després del naixement de l'emissora. L'any 1987 s'incorporà a Ràdio Barcelona i, tres anys després ho feu per oposicions a la Ràdio Nacional d'Espanya. Allà esdevingué editora dels informatius d'aquest dial a Catalunya i assumí progressivament responsabilitats en aquest vessant, com ara la coordinació dels informatius del cap de setmana des del 2010 o la coordinació matinal amb els estudis centrals. Això feu que el 2020 fos promoguda fins a ser cap dels serveis informatius dels estudis de RTVE a Sant Cugat del Vallès.
De fet, aquell nomenament fou especialment polèmic. Quitllet i Magriñà, que decidí de repiular missatges de Twitter de Jordi Cuixart i Navarro i també lluir el llaç groc en solidaritat amb les protestes contra la sentència del judici al procés independentista català, fou durament atacada per diversos mitjans de comunicació espanyols com a independentista i esbiaixada per exercir el càrrec. El Partit Popular espanyol en demanà el cessament immediat. Pràcticament un any després fou destituïda, possiblement per decisió política, en pro de Rafael Lara —que ja havia ocupat el càrrec just abans d'ella.
Durant la seva etapa a RTVE, també dirigí el programa Retalls sobre actualitat setmanal. A més a més, d'ençà del 1990 ha fet també de professora associada a la Facultat de Ciències de la Comunicació de la UAB.